# Ribeauvillé
Ribeauvillé, alz. Rappschwihr, niem. Rappoltsweiler – miejscowość i gmina we Francji, w regionie Grand Est, w departamencie Górny Ren, w granicach historycznej Alzacji.
Według danych na rok 1990 gminę zamieszkiwały 4774 osoby, 148 os./km².